# Göran Josuæ Adelcrantz
Pour les articles homonymes, voir Adelcrantz.
Göran Josuæ Adelcrantz, né Törnquist le 15 novembre 1668 à Stockholm, mort le 26 février 1739, est un architecte suédois.
Adelcrantz est le fils d'un clerc à la cour des comptes, Josua Törnqvist, et de Cecilia Andera. Il étudie l'art de la construction auprès de Nicodème Tessin le Jeune. Dans les années 1704 à 1707, il effectue plusieurs voyages d'étude en Allemagne, en France et en Italie, dans le but d'y étudier l'architecture. Il est ensuite nommé architecte à la cour royale et est employé comme assistant chez Tessin à l'occasion de la construction du nouveau palais royal de Stockholm. Il est anobli en 1712 et prend alors le nom d'Adelcrantz. Nommé architecte de la ville en 1715, il est limogé par le gouvernement en 1727 pour des raisons politiques. Il continue néanmoins à exercer son activité d'architecte à Stockholm.
Parmi ses œuvres les plus significatives, et qui ont en outre été préservées jusqu'ici, on peut citer la reconstruction de l'église Catherine et la complétion de l'église Hedwige-Éléonore, toutes deux situées à Stockholm, ainsi que le bâtiment principal de l'hôpital de Danviken, situé à l'origine dans la ville de Stockholm, mais qui fait aujourd'hui partie de la commune de Nacka.
Adelcrantz se marie en 1711 avec Anna Maria Köhnman. Il est le père de l'architecte Carl Fredrik Adelcrantz et du vice-président à la cour d'appel de Göta Emanuel Adelcrantz (1721–1788). La lignée s'éteint avec la mort de Carl Fredrik en 1796.